# Honda MH02
Die Honda MH02 war ein Experimentalflugzeug zur Erforschung einer neuen Auslegung der Triebwerksanordnung und der Verwendung von Verbundwerkstoffen für ein Businessflugzeug.

## Geschichte und Konstruktion
Die Honda MH02 wurde von Honda in Zusammenarbeit mit der Mississippi State Universität gebaut.
Der Prototyp wurde 1992 fertiggestellt, am 5. März 1993 machte er seinen ersten Flug mit dem zivilen US-Kennzeichen N3079N.
Die MH02 war nie für die Produktion bestimmt, war aber dennoch der erste kleine Businessjet, der mehrheitlich aus Verbundwerkstoff gefertigt wurde und geflogen wurde. Von 1996 an absolvierte die Honda MH02 über 170 Testflugstunden. Abgesehen von der ungewöhnlichen Anordnung als Schulterdecker mit den Triebwerken auf der Flügeloberseite, verfügte das Flugzeug über ein T-Leitwerk und die Flügel selbst hatten eine negative Pfeilung. Das Flugzeug wurde 1998 abgemeldet und nach Japan exportiert.
Die Honda MH02 diente als Basis für die Entwicklung der Honda HA-420.

## Technische Daten

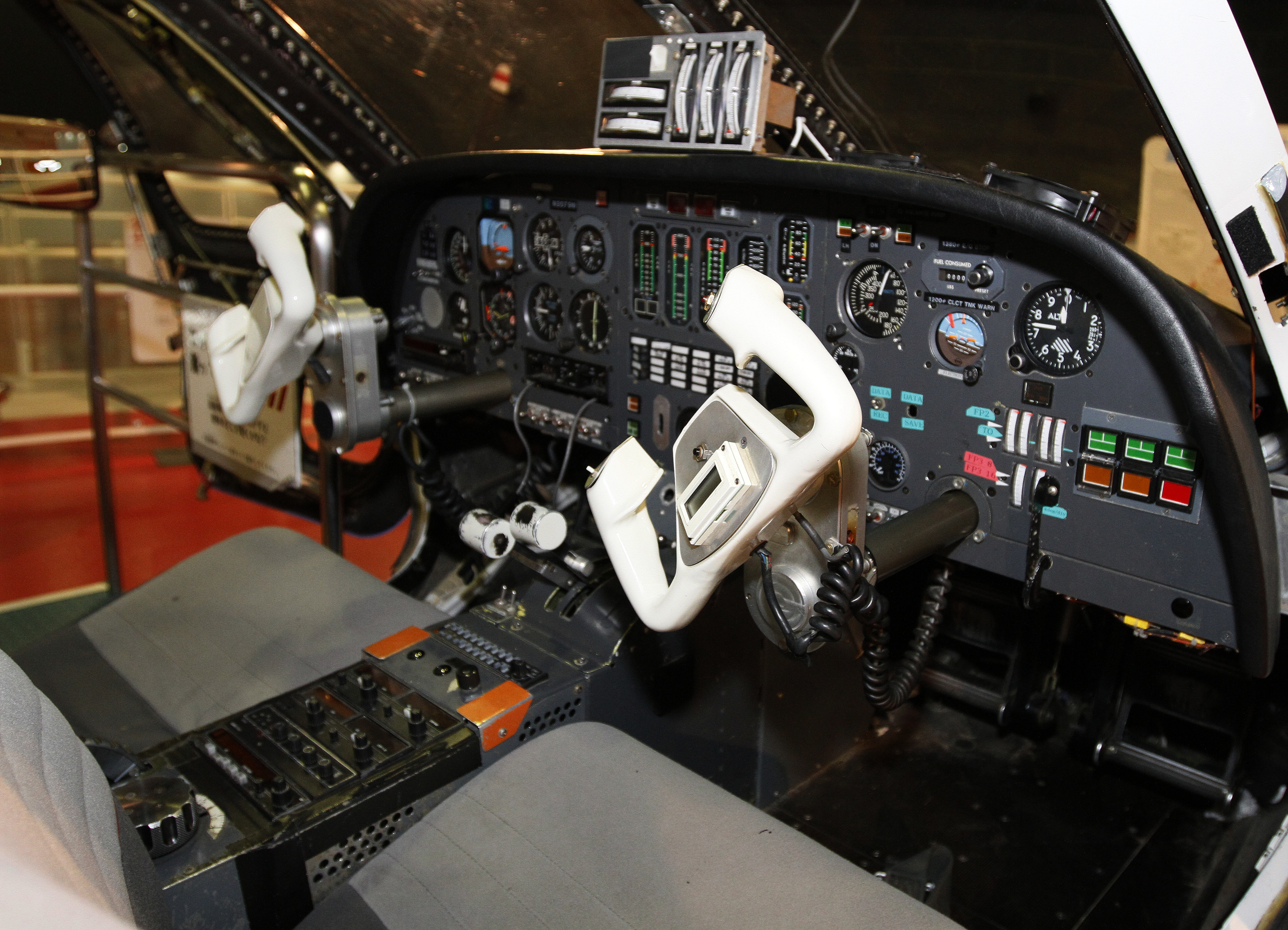
MH02-Cockpit

| Kenngröße             | Daten                                                                            |
| --------------------- | -------------------------------------------------------------------------------- |
| Besatzung             | 1–2                                                                              |
| Passagiere            | 6                                                                                |
| Länge                 | 11,25 m                                                                          |
| Spannweite            | 11,24 m                                                                          |
| Höhe                  | 4,18 m                                                                           |
| Flügelfläche          |                                                                                  |
| Flügelstreckung       |                                                                                  |
| Nutzlast              |                                                                                  |
| Leermasse             |                                                                                  |
| max. Startmasse       | 3600 kg                                                                          |
| Reisegeschwindigkeit  |                                                                                  |
| Höchstgeschwindigkeit | 353 kn (654 km/h)                                                                |
| Dienstgipfelhöhe      |                                                                                  |
| Reichweite            |                                                                                  |
| Triebwerke            | 2 × Pratt & Whitney Canada JT15D Turbofan-Triebwerke, 5,3 kN Schub pro Triebwerk |